# Los Ángeles, Palenque
Los Ángeles är en ort i Mexiko.   Den ligger i kommunen Palenque och delstaten Chiapas, i den sydöstra delen av landet, 800 km öster om huvudstaden Mexico City. Los Ángeles ligger 74 meter över havet och antalet invånare är 145.
Terrängen runt Los Ángeles är kuperad åt nordväst, men åt sydost är den platt. Los Ángeles ligger nere i en dal. Runt Los Ángeles är det glesbefolkat, med 16 invånare per kvadratkilometer. Närmaste större samhälle är Cristóbal Colón, 13,8 km väster om Los Ángeles. I omgivningarna runt Los Ángeles växer i huvudsak städsegrön lövskog.